# Zwartkopplevier
De zwartkopplevier (Charadrius cucullatus) is een vogel uit de familie van de kieviten en plevieren (Charadriidae). Het is een kwetsbare endemische soort in  Australië. De vogel werd in 1818 door Louis Pierre Vieillot geldig beschreven. 

## Kenmerken
De vogel is 19 tot 23 cm lang, gemiddeld 2 cm langer dan de bontbekplevier uit Europa. De vogel heeft relatief korten poten. Van boven is de vogel zwart, met een onderbroken donkere band richting de borst. Het zwart op de rug gaat geleidelijk over in grijs. De kop is ook zwart met achter op de nek een witte vlek. De borst en de buik zijn wit. Opvallend is een rode ring rond het oog. De snavel is oranjerood met een zwarte punt en de poten zijn dof oranje-roze. Er is geen verschil tussen de seksen in verenkleed.

## Verspreiding en leefgebied
Deze soort is endemisch in zuidelijk Australië. Het belangrijkste leefgebied wordt gevormd door zandige stranden aan de zuidkust met plakkaten aangespoeld zeewier. In West-Australië wordt de vogel ook waargenomen langs zoutmeren in het binnenland. Bij voorkeur broedt de vogel ook op vlakke zandstranden.

## Status
De grootte van de populatie werd in 2016 door BirdLife International geschat op 7000 volwassen individuen en de populatie-aantallen nemen af. Het broedgebied wordt aangetast door strandrecreatie, loslopende honden en dagjesmensen die met terreinauto's over de stranden rijden waardoor verstoring optreedt en het broedsucces laag blijft. Loslopend vee is om dezelfde reden een probleem. Om deze redenen staat deze soort als kwetsbaar op de Rode Lijst van de IUCN.